# 958 Asplinda
958 Asplinda је астероид. Приближан пречник астероида је 47,08 , 
а средња удаљеност астероида од Сунца износи 3,988 астрономских јединица (АЈ). 
Инклинација (нагиб) орбите у односу на раван еклиптике је 5,632 степени, а орбитални период износи 2909,039 дана (7,964 година). Ексцентрицитет орбите астероида износи 0,185. 
Апсолутна магнитуда астероида износи 10,71 а геометријски албедо 0,041.
Астероид је откривен 28. септембра 1921. године.